# Jakub Gawath

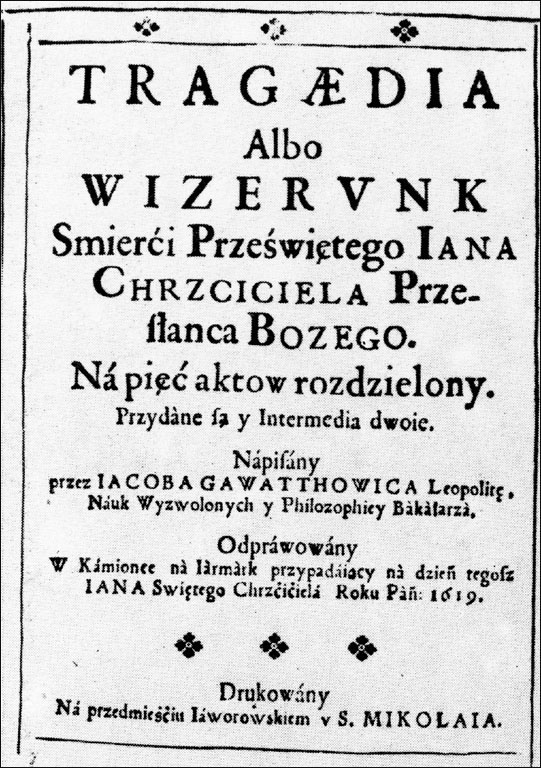
„Tragedia albo wizervnk śmierci przeświętego Jana Chrzciciela...” wydany w Jaworowie w 1619

Jakub Gawath, także Jakub Gawatowicz, orm. Հակոբ Գավաթովիչ, Գավաթ, Hakop Gawatowicz, Gawat (ur. 17 marca 1598 we Lwowie, zm. 17 czerwca 1679 tamże) – polski pisarz ormiańskiego pochodzenia, a także tłumacz, dramatopisarz, nauczyciel, polemista oraz ksiądz katolicki.

## Życiorys
Był synem ubogich mieszczan lwowskich. Dzięki swojej protektorce, Katarzynie z Kostków Sieniawskiej, właścicielce Brzeżan, studiował w Akademii Krakowskiej, gdzie w 1615 uzyskał tytuł bakałarza wydziału sztuk wyzwolonych. Dzięki protektorowi hetmanowi Stanisławowi Żółkiewskiemu został nauczycielem w Kamionce Strumiłowej.
Po śmierci hetmana Żółkiewskiego w 1620 w bitwie pod Cecorą został księdzem i poświęcił się pisarstwu religijnemu. W poł. XVII wieku jako kanonik lwowski zyskał wysoki autorytet w Rzeczypospolitej. W 1655 w czasie obrony Lwowa był posłem do Bohdana Chmielnickiego. Podobną misję pełnił w czasie oblężenia miasta w 1672 przez Turków.

## Twórczość
W Kamionce Strumiłowej w 1619 napisał swoje najbardziej znane dzieło – sztukę dramatyczną Tragaedię, albo Wizerunk śmierci przeświątego Jana Chrzciciela, przesłańca Bożego, którą wystawił z udziałem swoich uczniów tego samego roku w czasie jarmarku świętojańskiego we Lwowie. Tragedia, składająca się z 5 aktów, intermediów, chórów, prologu i epilogu, zachowana w unikacie, jest uznawana za wybitne świadectwo barokowego teatru jarmarcznego. Dramat został zagrany dla uczestników odpustu lwowskiego odbywającego się w 1619. Nawiązując do sytuacji odpustowej autor wprowadził do sztuki jarmarcznych chłopów, a sam utwór przystosował do ich wyobrażeń oraz języka. W utworze zamieścił dwa wstępy w języku polskim oraz ruskim. Umieścił w nim także wątek martyrologiczny. Biblijna historia o św. Janie i Herodzie Antypasie, który po niezwykłym tańcu córki Herodiady obiecał jej dar, którym stała się głowa św. Jana, została ujęta w naiwnym ludowym stylu.
Gawath zajmował się również tłumaczeniami. M.in. przetłumaczył Liber specialis gratiae Mechtyldy z Hackeborn.

## Dzieła
- Carmen in gratiam illustrium fratrum Nicolai et Procopii Sieniaviorum, dum ab extera gente reduces venirent 1619[3],
- Kazanie, które na pogrzebie szlachetney Paniey J. MP. Elżbiety Ważyńskiey Dnia 4 Stycznia zmarłey, a 18 tegoż mies: w Kościele Wiżniańskim r. p. 1629 pochowaney miał X. Jakób Gawath Leopolita pleban Wizniański. Za dozwoleniem Urzędu duchownego. Lwów 1629[4],
- Postylle Katholiczney o Swiętych Część Wtora Letnia, W kthorey się zawieraią Kazania na Swiętha Panny Maryey, Apostołow, Męczennikow y innych Swiętych, ktorych święta Kościoł zwykł obchodzić począwszy od ś. Jana Krzciciela aż do Adwentu. – War. B.,
- Tragaedię, albo Wizerunk śmierci przeświątego Jana Chrzciciela, przesłańca Bożego 1619,
- Usługa codzienna Naświętszej Bogarodzice Pannie Maryjej dla Bractwa Nasłodszego Imienia onej..., Lwów 1647[5],
- Szkoła cierpliwości[6],
- Rosocoronetvm Marianvm varia pro varietate temporum Rosaria & Coronas, Deiparae Virginis ergò adornandae, nec non adorandae complectens. Kraków 1642[7],
- Poseł Boskiey Łaskawości, Albo Wielkich Łask Duchownych, [...] Gertrvdzie S. Bogomyślnością wielce sławney Obwieszczenia: Wszelkiego stanu ludziom, do gorętszey sie, w miłości Bożey zaprawy, barzo pożyteczne: Piącią Części tey Xiąszki opisane, Gertruda Wielka; Dorota Daniłowiczówna; Jakub Gawath; Sebastian Nowogórski; Drukarnia Jezuitów Lwów W Drukarni Colleg. Societ. Iesv, y Sebastyana Nowogorskiego, 1648.
- Kalendarz stary omylny y nie pewny. 1664[8],
- Supplement dwom traktacikom o kalendarzu starym omylnym y niepewnym, Lwów 1665[9],
- Terror Cleri totis[10]

## Tłumaczenia
- Liber specialis gratiae Mechtyldy z Hackeborn przetłumaczone na język polski i wydane w 1645 we Lwowie pt. Zwierciadło Dvchowney Łaski, To iest: Dziwne Cudowney Pannie; Zakonnicy, y Xieniey Reguły Benedykta S. Zakonnic w Oetilstetynie, w Saskiey Ziemi Mechtildzie S. w vstawiczney Bogomyslnosci trwaiącey niebieskie objawienia...[11][12]